# 大二十・十二面体
大二十・十二面体(だいにじゅうじゅうにめんたい、Great icosidodecahedron)とは、一様多面体の一種であり、二十・十二面体の各面を削ったような形で、星型五角形の上に5枚の正三角形の頂点が突き出たものであり、各頂点に星型五角形と正三角形が互い違いに二枚ずつあつまる。大二十面体または大星型十二面体の頂点を辺の中心まで切り落としたものでもある。またこの立体は(凸でないものを含む場合の)準正多面体でもある。

## 性質
- 構成面： 星型五角形 12枚、正三角形 20枚
- 辺： 60
- 頂点： 30
- 頂点形状： 3, 5/2, 3, 5/2
- シュレーフリ記号: r{5/2, 3}
- ワイソフ記号： 2 | 3 5/2
- 枠： 二十・十二面体
- 双対： 大菱形三十面体（英語版）
- 外接球半径： 一辺を2とすると{\displaystyle {\sqrt {5}}-1}

## 同じ枠を持つ立体
- 二十・十二面体
- 小二十面半十二面体
- 小十二面半十二面体
- 大二十・十二面体
- 大十二面半十二面体
- 大二十面半十二面体
- 十二・十二面体
- 小十二面半二十面体
- 大十二面半二十面体
- 5個の正八面体による複合多面体
- 5個の四面半六面体による複合多面体

## 派生的な立体
- 大切頂二十・十二面体 - tr{5/3, 3}
- 一様大斜方二十・十二面体 - rr{5/3, 3}
- 大変形二十・十二面体 - sr{5/2, 3}
- 大逆変形二十・十二面体 - sr{5/3, 3}
- 大反屈変形二十・十二面体 - sr{5/3, 3/2}